# Abra de Ilog
Abra de Ilog ist eine philippinische Stadtgemeinde in der Provinz Occidental Mindoro. Die Gemeinde liegt an der Isla-Verde-Straße, diese gilt als ein Hot Spot der Biodiversität der Unterwasserwelt der Philippinen und weltweit.

## Geschichte
Abra de Ilog war früher eine kleine Siedlung, die Anfang des 17. Jahrhunderts von spanischen Missionaren gegründet wurde.
1902 während der US-amerikanischen Kolonialherrschaft wurde Abra de Ilog offiziell zur selbstständigen Stadtgemeinde. Erster Gemeindepräsident (municipal president) war Rosaleo Miciano. Mit der Verabschiedung des Republic Act. Nr. 1280, ein Gesetz zur Reduzierung der Zahl der Stadtgemeinden in Occidental Mindoro von 15 auf acht, wurde Abra de Ilog am 4. Januar 1905 der Stadtgemeinde Mamburao angeschlossen.
Fünf Jahre später im Jahr 1910 wurde Abra de Ilog erneut selbstständig. Am 13. Juni 1915 wurde von der Regierung unter dem US-amerikanischen Generalgouverneur der Philippinen Francis Burton Harrison der Republic Act Nr. 505 verabschiedet, der die Gründung der „Neuen Provinz Occidental Mindoro“ (New Province of Occidental Mindoro) beinhaltet. Diese neue Provinz bestand aus den Stadtgemeinden Abra de Ilog, Looc, Lubang, Mamburao, Paluan, Sablayan, San José and Santa Cruz.
Heute kommt es in den entlegenen Gebieten der Stadtgemeinde manchmal zu Auseinandersetzungen zwischen der philippinischen Armee und der kommunistischen New People’s Army.

## Baranggays
Abra De Ilog ist politisch in neun Baranggays unterteilt.
- Armado
- Balao
- Cabacáo
- Lumangbayan
- Población
- San Vicente
- Tibag
- Udalo (Camurong)
- Wawà